# Yulema Corres
Yulema Corres Somovilla (Vitoria, 7 marzo 1992) è un'ex calciatrice spagnola, di ruolo attaccante.

## Carriera

### Club
Yulema Corres Somovilla si appassiona al calcio fin da giovanissima, decidendo di tesserarsi con l'Aurrerá Vitoria dove ha l'opportunità di giocare in una formazione interamente femminile e dove viene inserita in rosa nella prima squadra che disputa la Segunda División, secondo livello del campionato spagnolo femminile di calcio, dalla stagione 2006-2007.
Nell'estate 2014 concretizza il passaggio all'Athletic Bilbao dove fa il suo debutto nel campionato di Primera División e giocando tutta la stagione 2014-2015. Sotto la guida del nuovo tecnico Joseba Agirre conquista il titolo di campione di Spagna al termine della stagione 2015-2016. Grazie a questo risultato, data la partecipazione della squadra all'edizione 2016-2017 della UEFA Women's Champions League, ha l'occasione di disputare il suo primo incontro internazionale, nell'incontro casalingo di andata del 5 ottobre 2016 valido per i sedicesimi di finale dove sigla al 34' la rete del parziale 1-0 sulle danesi del Fortuna Hjørring, incontro poi terminato 2-1 per le spagnole.

## Palmarès

### Club
- Campionato spagnolo: 1

Athletic Bilbao: 2015-2016